# Jody Williams
Pour les articles homonymes, voir Jody Williams (homonymie) et Williams.
Jody Williams, née le 9 octobre 1950 à Brattleboro, Vermont, États-Unis, est une professeure d'université américaine. En 1997, elle reçoit le prix Nobel de la paix pour la Campagne internationale pour l'interdiction des mines antipersonnel terrestres.

## Biographie
Après des études en relations internationales à l'université du Vermont, Jody Williams entreprend une maîtrise d'enseignement d'espagnol et d'anglais langue étrangère à l’École de formation internationale (Vermont). Elle enseigne successivement l'anglais au Mexique, au Royaume-Uni et à Washington D.C. Jody Williams prépare une seconde maîtrise, en relations internationales cette fois, à l'École Johns Hopkins des hautes études internationales de Washington. Elle passe les onze années suivantes à militer contre la politique interventionniste des États-Unis en Amérique centrale. C'est en réunissant une coalition de six ONG que Jody Williams lance en 1992 la Campagne internationale pour l'interdiction des mines terrestres, qui mène à l'adoption de la convention sur l'interdiction des mines antipersonnel signée à Ottawa les 3 et 4 décembre 1997. Elle reçoit en 1997 le prix Nobel de la paix pour son engagement international. Jody Williams est la principale stratège et porte-parole de la campagne pour l'interdiction des mines antipersonnel.
Elle est membre de la fondation PeaceJam.

## Diplômes et récompenses
- Elle reçoit en 1997 le prix Nobel de la paix pour son engagement international.
- En 1984 elle obtient un master en relations internationales de l’École des études internationales avancées à l'université Johns-Hopkins.
- Maîtrise en enseignement de l'espagnol et de l'anglais langue étrangère obtenue à l’École de formation internationale (Vermont).

## Causes et actions
- Elle lance en 1992 la Campagne internationale pour l'interdiction des mines antipersonnel. Une de ses forces a été de comprendre très vite l'aide que pouvait apporter Internet, encore dans ses premières années, au développement de la campagne[1].
- En 2006, Williams est l'une des fondatrices de L'initiative des femmes Nobel avec des lauréates du prix Nobel de la paix Rigoberta Menchu Tum, Shirin Ebadi, Wangari Maathai, Betty Williams et Mairead Corrigan Maguire.
- Elle est membre du comité de parrainage du Tribunal Russell sur la Palestine dont les travaux ont commencé le 4 mars 2009.